# Jean d'Orgeix
Jean-François-Marie-Henri de Thonel, 5e marquis d’Orgeix, dit Jean d'Orgeix [ʒɑ̃ dɔʁʒɛks] est un acteur et un sportif français, né le 15 avril 1921 au Cap-d'Ail (Alpes-Maritimes) et mort le 4 juillet 2006 à Toucy (Yonne).

## Biographie
Connu aussi sous le surnom du « chevalier d'Orgeix », il est tour à tour acteur au cinéma et au théâtre sous le pseudonyme de Jean Pâqui, cavalier médaillé de bronze aux Jeux olympiques en saut d'obstacles, pilote de stock-car, champion du monde de voltige aérienne, guide de chasse en brousse et homme politique.
Issu de la famille de Thonel d'Orgeix, dont le berceau est le comté de Foix en Ariège, il passe sa jeunesse en région parisienne.

### Carrière artistique
Formé par Louis Jouvet à l'art de la scène, il est vedette de pièces puis de films à succès. Il tourne de 1933 à 1958 et a même l'opportunité en 1955, avec Sacha Guitry, d'incarner un de ses ancêtres, le comte d'Orgeix, aux côtés de Jean Marais dans Si Paris nous était conté.
Il interpréte le rôle de Piccolo près de 2000 fois dans L'Auberge du Cheval-Blanc, opérette dans laquelle il commence à jouer à l'âge de 11 ans.
Il devient directeur du théâtre Daunou à la suite de l'acquisition de celui-ci par René Sancelme en 1939.

### Sportif de haut niveau
Il participe aux épreuves d'équitation aux Jeux olympiques d'été de 1948 se tenant à Londres et remporte la médaille de bronze en saut d'obstacles individuel avec Sucre de Pomme. Il est aussi présent lors des Jeux olympiques d'été de 1952 d'Helsinki.
Dans les années 1950-1960, Jean d'Orgeix est, avec Marcel Charollais, parmi les grands champions de voltige aérienne aux commandes d'un Stampe SV-4, un biplan. Formé au centre de Saint-Yan, il obtient le titre de champion national amateur en 1954 à Toussus-le-Noble.
Il remporte le Lockheed Trophy organisé à Coventry, tenant lieu de championnat du monde. Dans ses démonstrations il va chercher, en volant sur le dos, un mouchoir posé à 3 m d'altitude sur un fil tendu. À cette époque, il s'entraîne pour la voltige depuis le petit aérodrome de Léognan-Saucats en Gironde, ce qui lui permet également de s'entraîner à cheval au centre équestre du château Bois-Martin, à proximité, où il rencontre des hôtes tels que Boris Vian ou François Missoffe.
Il devient membre du conseil d'administration de l’Association française de voltige aérienne (AFVA) en 1968 et participe à des meetings aériens à la même époque.
Il est entraîneur national de saut d'obstacles de 1973 à 1977. Il introduit notamment l'utilisation de la vidéo pour analyser et corriger les défauts des cavaliers. L'équipe de France est ainsi médaillée d’or par équipe aux JO de Montréal en 1976. Son élève, Christophe Cuyer, est champion de France à 19 ans dans une finale tournante à Fontainebleau en 1976.
En 1990, son dernier exploit, à 70 ans, consiste à accomplir 13 000 kilomètres sur un canot pneumatique, avec sa femme Nathalie et son chien Bobby, entre Carry-le-Rouet (Bouches-du-Rhône) et Calcutta en Inde.
Il meurt le 4 juillet 2006 dans un accident de la route.

### Vie privée et engagements politiques
Jean d'Orgeix se marie trois fois : avec Michelle Cancre en 1952, avec Éliane Maurath en 1964 et enfin avec Nathalie Nicolas en 1987. Il a deux fils, Jehan d'Orgeix de son deuxième mariage et François-Nicolas, de son troisième.
En 1955, il découvre l'Afrique et devient guide de brousse et organisateur de safari de 1958 à 1973 en Centrafrique, ce qui lui vaut le surnom de « l'Africain blanc ». La cause de son premier divorce est la présence constante de sa panthère Zouma au pied de son lit conjugal[réf. souhaitée].
Avant la Seconde Guerre mondiale, il s'engage dans les Camelots du Roi et devient le garde du corps de Charles Maurras,. De cette rencontre il retient notamment un principe sur lequel il dit organiser toute sa vie : « Toute action qui n'est pas pensée n'est que de l'agitation ».
De sensibilité monarchiste, il est candidat sur la liste Front national aux élections européennes de 1984, puis le premier responsable de fédération du parti dans le département de l'Yonne, parti pour lequel il est plusieurs fois candidat. Il s'insurge notamment contre la bureaucratie européenne bruxelloise.
Il est propriétaire du château d'Orgeix que sa famille possède depuis Louis XIII.

## Théâtre
- 1934 : Tessa, la nymphe au cœur fidèle de Jean Giraudoux, mise en scène Louis Jouvet, théâtre de l'Athénée
- 1935 : Mère Nature d'André Birabeau, mise en scène Paulette Pax, théâtre de l'Œuvre
- 1941 : Tout n'est pas noir d'André Birabeau, mise en scène Robert Blome, théâtre Daunou
- 1942 : Dans sa candeur naïve de Jacques Deval, mise en scène Marcel Vergne, théâtre Daunou
- 1943 : Rêves à forfait de Marc-Gilbert Sauvajon, théâtre Daunou
- 1944 : Monseigneur de Michel Dulud, théâtre Daunou
- 1945 : Raffles de Ernest William Hornung, mise en scène Jean Pâqui, théâtre Daunou
- 1952 : Sans cérémonie de Jacques Vilfrid et Jean Girault, théâtre Daunou

## Filmographie

### Cinéma
- 1933 : L'Assommoir de Gaston Roudès
- 1933 : Âme de clown de Marc Didier et Yvan Noé
- 1933 : La Maison du mystère de Gaston Roudès : Pascal
- 1936 : Un grand amour de Beethoven d'Abel Gance : Pierrot
- 1937 : Maman Colibri de Jean Dréville : Paul de Rysbergue
- 1938 : La Chaleur du sein de Jean Boyer : Gilbert Quercy
- 1939 : Les Otages de Raymond Bernard : Pierre Rossignol
- 1941 : La Maison des sept jeunes filles d'Albert Valentin : Gérard de Böeldieu
- 1942 : Les affaires sont les affaires de Jean Dréville : Xavier Lechat
- 1942 : Les Cadets de l'océan de Jean Dréville : Roland Le Gall
- 1943 : Les Roquevillard de Jean Dréville : Maurice Roquevillard
- 1943 : La Vie de plaisir de Albert Valentin : François
- 1945 : Le Capitan de Robert Vernay : François de Capestan (film en deux époques)
- 1945 : La Fille aux yeux gris de Jean Faurez : Le docteur Bernier
- 1949 : La Belle que voilà de Jean-Paul Le Chanois : Renaud, l'ingénieur
- 1949 : Vendetta en Camargue de Jean Devaivre : Frédé
- 1950 : L'Enfant des neiges d'Albert Guyot : Jacques
- 1951 : Dakota 308 de Jacques Daniel-Norman : André Villeneuve
- 1952 : Un caprice de Caroline chérie de Jean Devaivre : Le capitaine de Cépoys
- 1953 : Les Révoltés de Lomanach de Richard Pottier : M. de Kervalet
- 1954 : La Belle Otero de Richard Pottier : M. D'Herbecourt
- 1954 : Napoléon de Sacha Guitry : Le général Flahaut
- 1955 : Si Paris nous était conté de Sacha Guitry : Le comte d'Orgeix
- 1958 : Sérénade au Texas de Richard Pottier : Abner Dawson, banquier et chef des Cavaliers noirs

### Télévision
- 1955 : L'assassin a pris le métro de François Chatel (téléfilm) : Le commissaire
- 1956 : En votre âme et conscience, épisode L'Affaire de Bitremont de Jean Prat et Claude Barma
- 1956 : Énigmes de l'histoire (série) : Archiduc Rodolphe
- 1976 : Milady de François Leterrier (téléfilm) : Général devant lequel le commandant Gardefort présente sa démission du Cadre Noir.

## Publications
- 1948 : Cheval, quand tu nous tiens ! 1er cahier des notes de travail
- 1951 : Cheval, quand tu nous as tenu ! 2e cahier et fin des notes de travail
- 1955 : Randonnée africaine. Paris, Fasquelle
- 1960 : Zouma, une vie de panthère. Paris, Plon
- 1968 : L'Afrique de mes fauves, douze ans de safaris, Paris, Montbel (réédité en 2004)
- 1972 : Équitation quand tu nous tiens, La Table ronde
- 1977 : Équitation : Une méthode française d'instruction, Paris, Robert Laffont, coll. « Sport pour tous  (considéré comme le tome 1 du livre Angles et Rythmes paru en 1984)
- 1977 : Plaisirs du cheval
- 1978 : L'Équitation moderne. Une nouvelle méthode pédagogique
- 1978 : Équitation de saut d'obstacles - Tome 1 : L'Analyse, la doctrine
- 1979 : Équitation de saut d'obstacles - Tome 2 : La Méthode
- 1980 : J’étais un africain blanc (Réédité en 2013. Paris, Montbel)
- 1984 : Angles et Rythmes, Paris, Robert Laffont, coll. « Sport pour tous »  (ISBN 2-221-04480-0)
- 1991 : L'Aventure retrouvée
- 1992 : Une approche psychologique de l'équitation
- 1997 : Équitation d'aujourd'hui : manuel d'instruction pour toutes les équitations, Lavauzelle
- 1998 : Chevalier d'aventure
- 1979 : Équitation de saut d'obstacles, tomes 1 et 2 (réédition)
- 2000 : Cheval quand tu nous as tenu (réédition)
- 2002 : Cheval quand tu nous tiens (réédition)
- 2004 : Mes victoires, ma défaite
- 2005 : Ma doctrine
- 2006 : Histoires africaines. À la rencontre des animaux de brousse. Paris, Markhor
- 2006 : Les Mains, et autres non-dits de l'équitation
- 2007 : Dresser ? C'est simple (posthume)

## Palmarès équestre

### Victoires internationales
Grand Prix de Rome - Grand Prix de Genève - Grand Prix de Bruxelles - Grand Prix de Paris Grand Prix de Dublin (Irish trophy) - Grand Prix d'Alger (2 fois) - Grand Prix d'Ostende - Grand Prix de Vichy - Championnat de Gond Puissance de Rome - Prix des Vainqueurs, Rome (2 fois) Prix, des Vainqueurs, Londres (Daily Mail) - Prix du cavalier ayant les meilleures performances sur l'ensemble d'un concours, Rome (2 fois), Genève, Bruxelles, Jumping de Paris (2 fois), Londres (Gold Spurs - 2 fois) - Coupe des Nations Paris Londres, Ostendo, Vichy, Rome, Genève, Dublin.

### Victoires nationales
Coupe de Paris (2 fois) - Grand Critérium de Paris (2 fois) - Puissance de Paris (2 fois) - Coupe des Habits rouges (3 fois) - Critérium de Bordeaux (3 fois) - Critérium de Vichy - Championnat de Provence - Grand Prix de Philippeville (2 fois),

### Coupes nationales
Compiègne (3 fois), Le Touquet (2 fois), Béthune (2 fois) Bordeaux (? fois) Senlis (2 fois) Fontainebleau (3 fois) Valençay, Lille, Anet, Montélimar, St Germain, Rouen, Pau, Châteaudun, Biarritz, Barbizon, Deauville.

### Filmographie
Jean D'Orgeix dit Jean Paqui, Métaphore Production, Jumping Vidéo, réal : François Lecauchois, 2001 {présentation en ligne| lien= http://www.proequishop.ch/pi/fr/Literatur-Media/DVD-en-francais/DVD-30-0001382.html .